# Bredeney
Bredeney is een plaats en een voormalige gemeente (samen met Schuir) in Noordrijn-Westfalen. Bredeney werd in april 1915 een deel van de stad Werden. In 1929 ging Werder op in de stad Essen.
Er was vroeger een koolmijn. 
Bredeney heeft in het noorden de Frankenstraße als grens met Rüttenscheid, dat ook een stadsdeel van Essen is. 

## Verkeer en vervoer
In Bredeney ligt het S-Bahn station Essen-Hügel.